# Cosplay

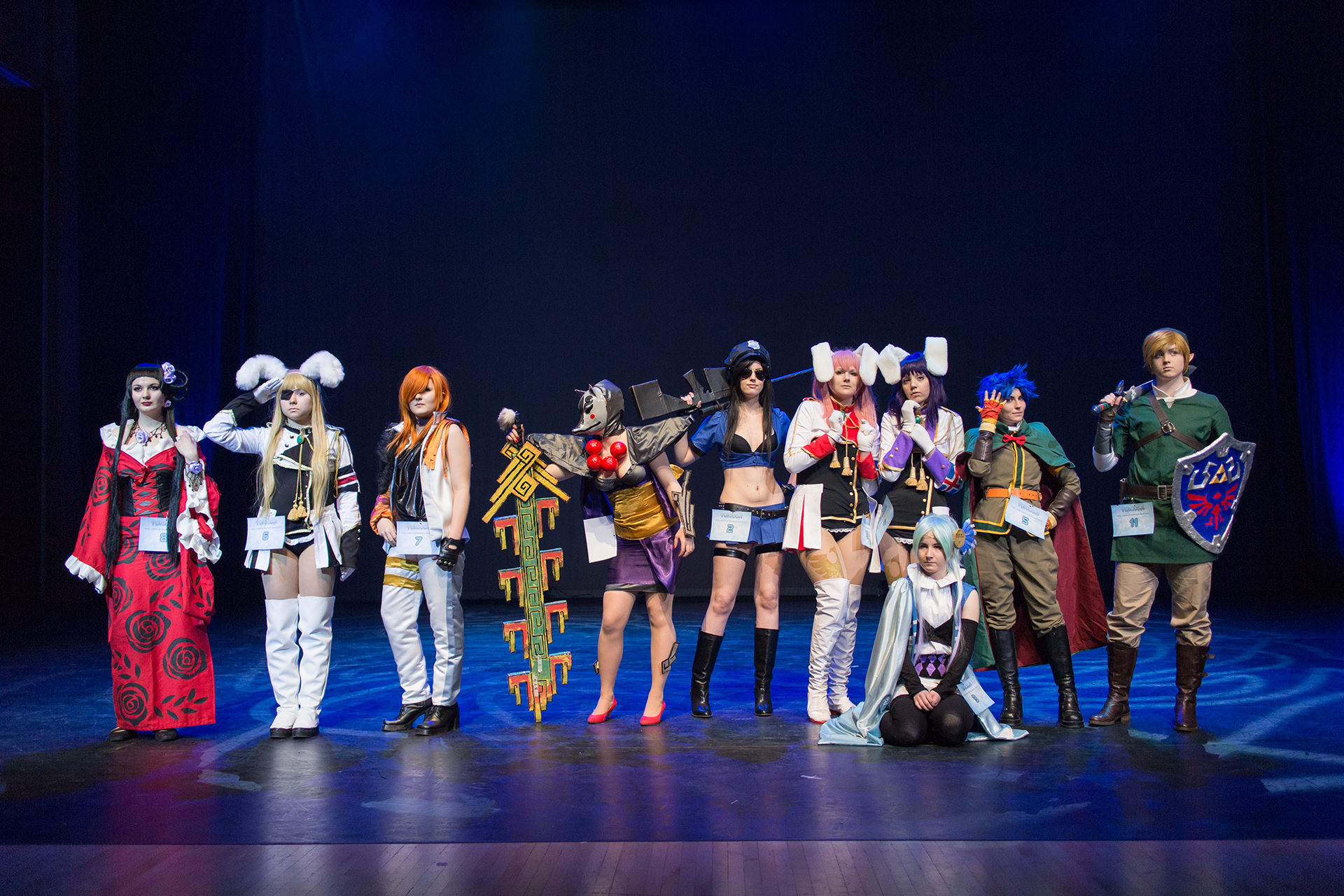
Un groupe de cosplayers sur scène lors de la convention Yukicon 2014 en Finlande.

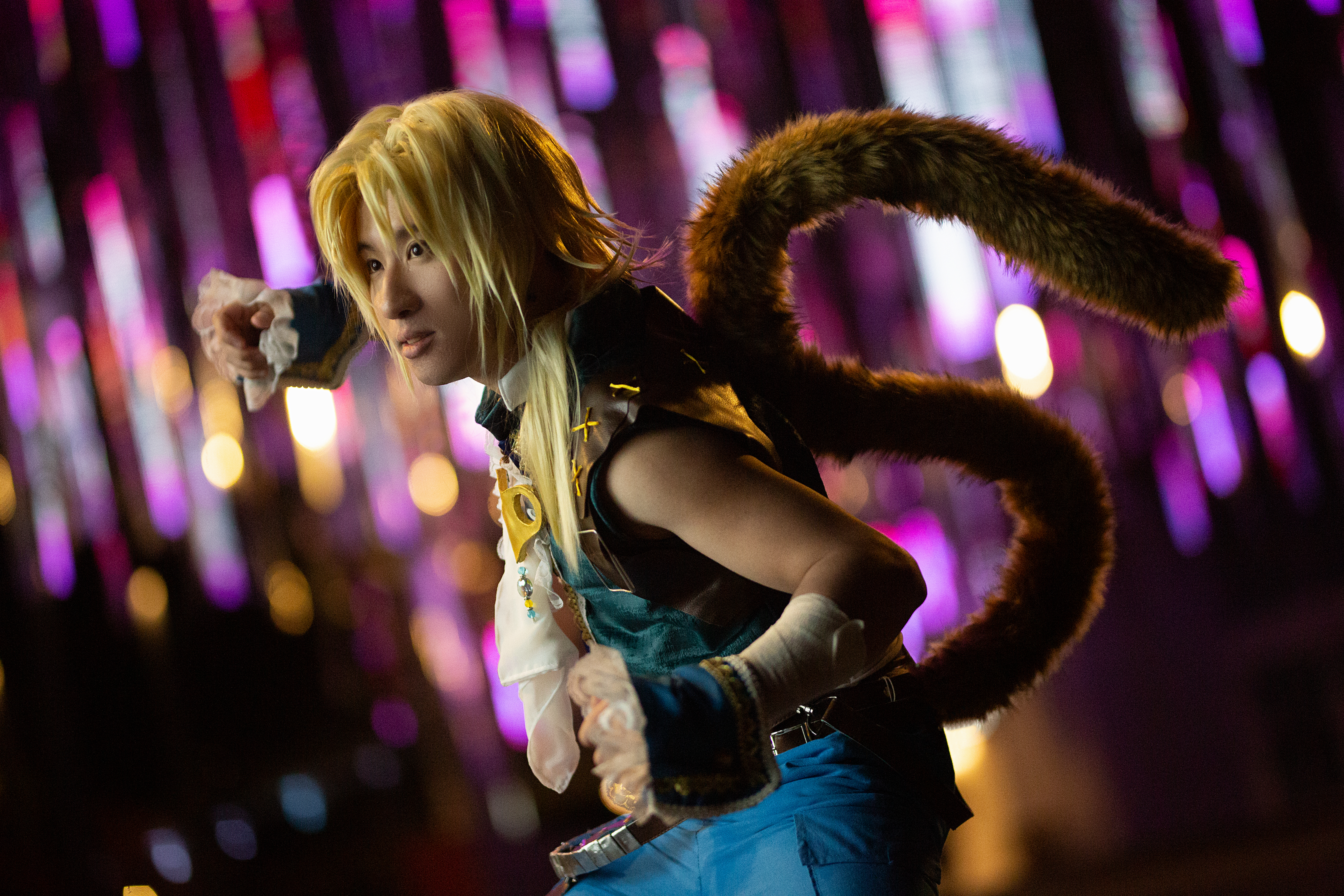
Cosplay inspiré de l'univers du jeu vidéo Final Fantasy IX.

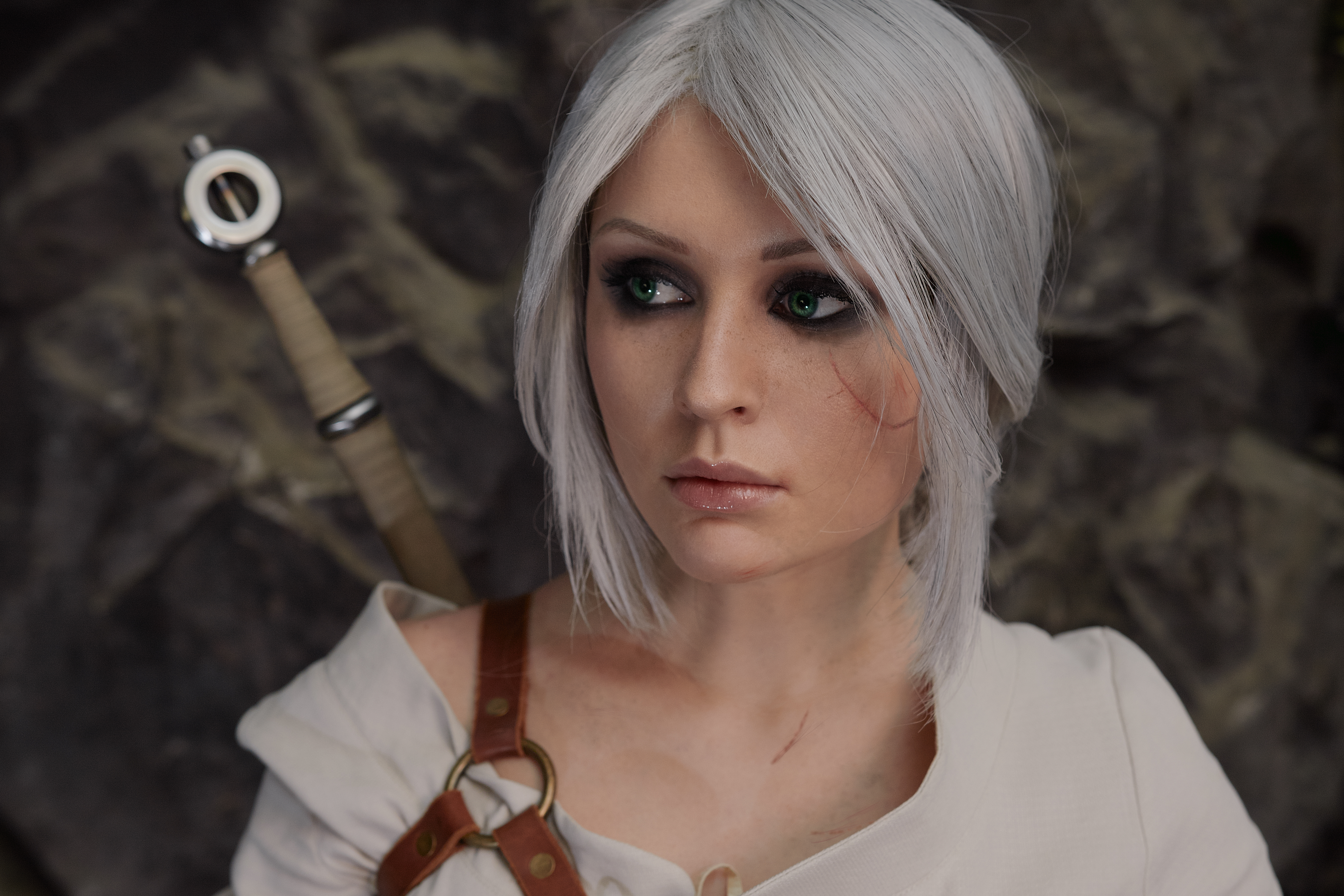
Cosplayeuse du personnage de Ciri dans le jeu vidéo The Witcher 3: Wild Hunt.

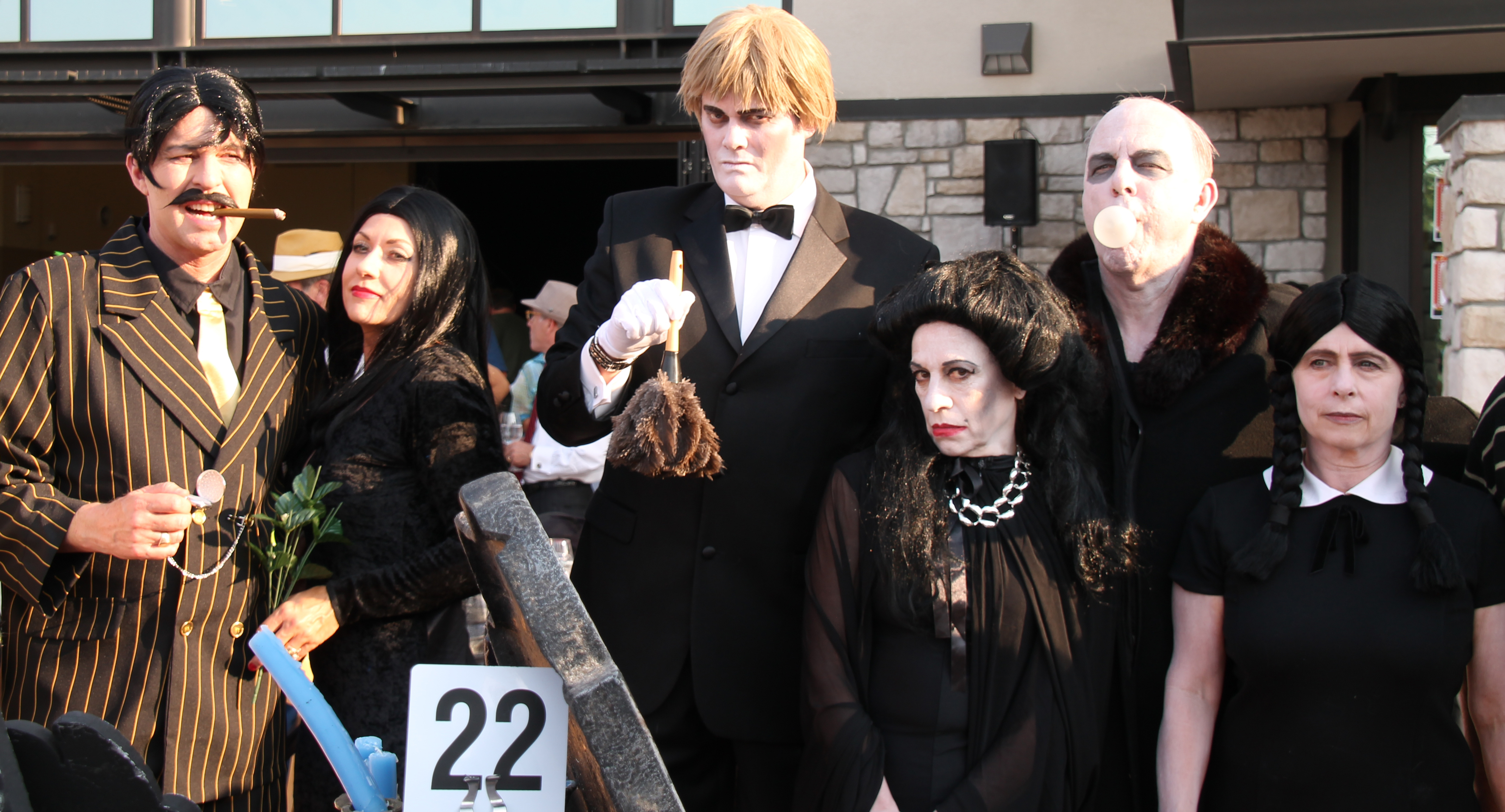
Cosplayeurs du Rotary Club incarnant la Famille Addams.

Le cosplay (コスプレ, kosupure) ou costumade,,,, est un loisir qui consiste à jouer le rôle d'un personnage de fiction en imitant son costume, ses cheveux — à l'aide d'une perruque ou en réalisant une coiffure identique — et son maquillage. On appelle les pratiquants des cosplayers (cosplayeur, cosplayeuse en français).
Les thèmes les plus courants sont les personnages de mangas, de bande dessinée, d'animation japonaise, de dessins animés, de tokusatsu, de films, de jeux vidéo et de comics mais viennent à inclure également les séries télévisées et toute sorte de costumes à thème.
Le degré d'implication au cosplay varie selon les objectifs de ces cosplayers. Certains vont simplement utiliser des tissus de faible qualité pour reproduire certains personnages tandis que d'autres vont peaufiner leur costume dans ses moindres détails, sont très investis dans leurs œuvres, participent à des événements comme des « masquerades » (mascarades en français), des conventions ou autres activités. Les cosplayeurs se regroupent dans ces événements afin de nouer des liens communs et partager leur intérêt du monde des animes et des mangas.
Les cosplays sont différents selon les types d'événements. Par exemple, lors des différents Comic-Con répartis dans le monde, on peut y retrouver des cosplays qui ont un lien plus étroit avec le monde des comics (Marvel, DC, etc.) et de l'univers des films et jeux vidéo. Dans le cas des conventions spécifiquement dédiées aux animes (Otakuthon au Québec, projets A-Kon et AnimeCon aux États-Unis), le cosplay se réfère plus a des personnages de séries animés ou de mangas. Certains sont plus populaires que d'autres. Par exemple, Plusieurs artistes aiment reproduire des costumes venant de la série Dragon Ball, Naruto, One Piece, Pokémon, etc. Cependant, la liste est longue quant à la variété d'animes et de mangas existant sur le marché, ce qui permet aux passionnés de cet univers de pouvoir laisser aller leur imagination.
Très courante au Japon, cette pratique n'est pas rare aux États-Unis ou en Europe lors des conventions et autres festivals de mangas ou de science-fiction. Cette pratique est née aux États-Unis , créée par les fans de Star Trek puis de Star Wars qui se costumaient en personnages pour la sortie des films, mais a depuis connu une très grande expansion au Japon, pays qui organise désormais un événement international, le World Cosplay Summit à l'initiative de la chaîne Aichi Television Broadcasting.

## Étymologie et terminologie
Le terme « cosplay » est un mot-valise composé des mots anglais « costume » et « play » (« jouer »). Le mot a été inventé par Nobuyuki Takahashi du Studio Hard, après qu'il a assisté à la 42e World Science Fiction Convention (Worldcon) de 1984 à Los Angeles et qu'il a vu des fans costumés, ce dont il a ensuite parlé dans un article du magazine japonais My Anime. Dans son article, Nobuyuki Takahashi décide d'inventer un nouveau mot plutôt que d'utiliser la traduction existante du terme anglais masquerade (qui vient à l'origine du français), car celui-ci se traduit en japonais par « costume aristocratique », ce qui ne correspond pas à son expérience de la Worldcon,.
Ce mot-valise trouve son origine dans une méthode d'abréviation japonaise courante dans laquelle les deux premiers mores d'une paire de mots sont utilisés pour former un composé indépendant : costume devient kosu (コス) et play devient pure (プレ).
Le terme « costumade » a été proposé par l'Office québécois de la langue française en février 2010 pour traduire « cosplay » (« activité consistant à se costumer en personnage de fiction... »). En France, le même terme est recommandé par la Commission d'enrichissement de la langue française selon le Journal officiel d'octobre 2011, mais ne concerne que le rassemblement suscité par cette activité. Les néologismes « costumadier » et « costumédien » ont également été proposés par l'OQLF.

## Les différents courants
On peut[Qui ?] reconnaître trois pratiques particulières de ce hobby, qui dépendent du lieu géographique.

### Japon

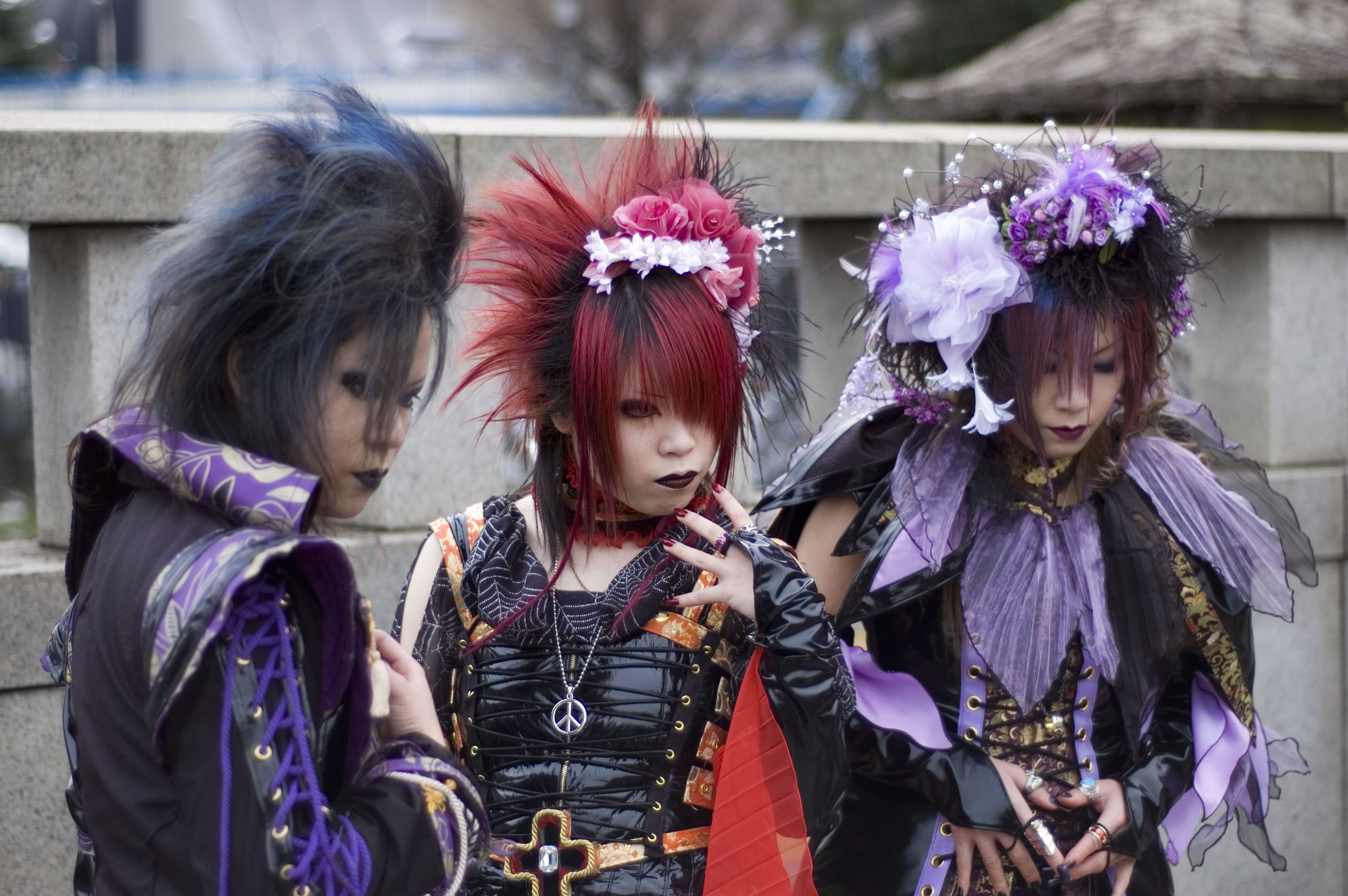
Le Jingu Bashi (pont Jingu) qui passe au-dessus de la ligne Yamanote au sud de la gare de Harajuku à Tokyo, à la porte du sanctuaire Meiji est un lieu de rassemblement célèbre pour les cosplayeurs japonais.
Sur la photo, un groupe de personnes déguisées en musiciens de style visual kei en 2006.

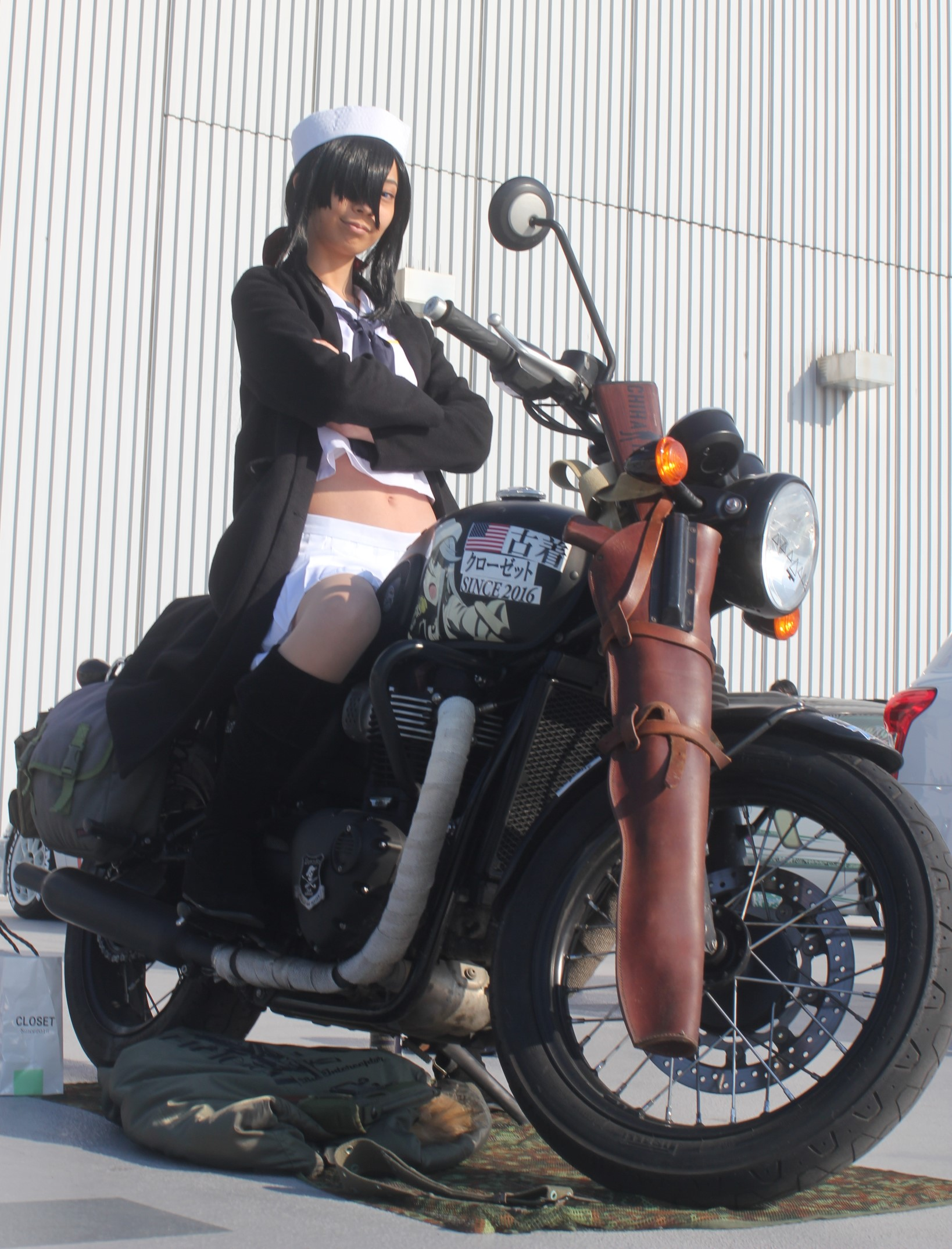
Une costumeuse de l'anime Girls und Panzer conduisant une moto avec une itasha et posant pour une photo.

Au Japon, les cosplayers ne participent à aucun concours, mais ont accès à des espaces réservés dans les grandes conventions, et ne circulent sur le salon même qu'à condition de ne pas se faire photographier à l'intérieur, pour ne pas risquer de déranger les visiteurs non cosplayers. Les espaces qui leur sont réservés leur permettent d'être photographiés à volonté par des amateurs et des professionnels[réf. souhaitée]. L'échange de cartes de visite mentionnant les sites Internet de chacun est de rigueur entre photographes et cosplayers[réf. souhaitée]. Les lieux publics tels que les quartiers tokyoïtes de Harajuku ou de Shinjuku sont également réputés pour en accueillir en fin de semaine.
De fait, le cosplay s'appuie davantage sur l'image que sur la performance[réf. souhaitée] — prestation ou création de costumes —, et donc la question de faire ou d'acheter son costume y est secondaire. Il existe même un véritable marché commercial de costumes en prêt-à-porter ou sur mesures. Par contre, le cosplay reste une activité marginale souvent mal perçue par le Japonais moyen[réf. souhaitée]. À titre d'exemple, une cosplayeuse japonaise se mariant aura tendance à abandonner le cosplay — et à fermer son site — afin de rentrer dans une vie sociale plus conventionnelle[réf. souhaitée].
Le « World Cosplay Summit » est le seul évènement « cosplay » au Japon qui comprenne un concours, international qui plus est. Et pour ce concours, il est interdit de porter des costumes ou des parties de costumes achetés ; il faut que le costume soit entièrement fait par les mains du cosplayer.
Le cosplay japonais, apparu aux alentours des années 1990-1991, n'est pas, contrairement à une idée reçue, le pionnier en la matière. Il reste toutefois celui qui présente le plus de participants lors des plus grands salons. Il met particulièrement l'accent sur le modèle et ses poses qui doivent se rapprocher de l'apparence et des poses du personnage original.

### Amérique du Nord

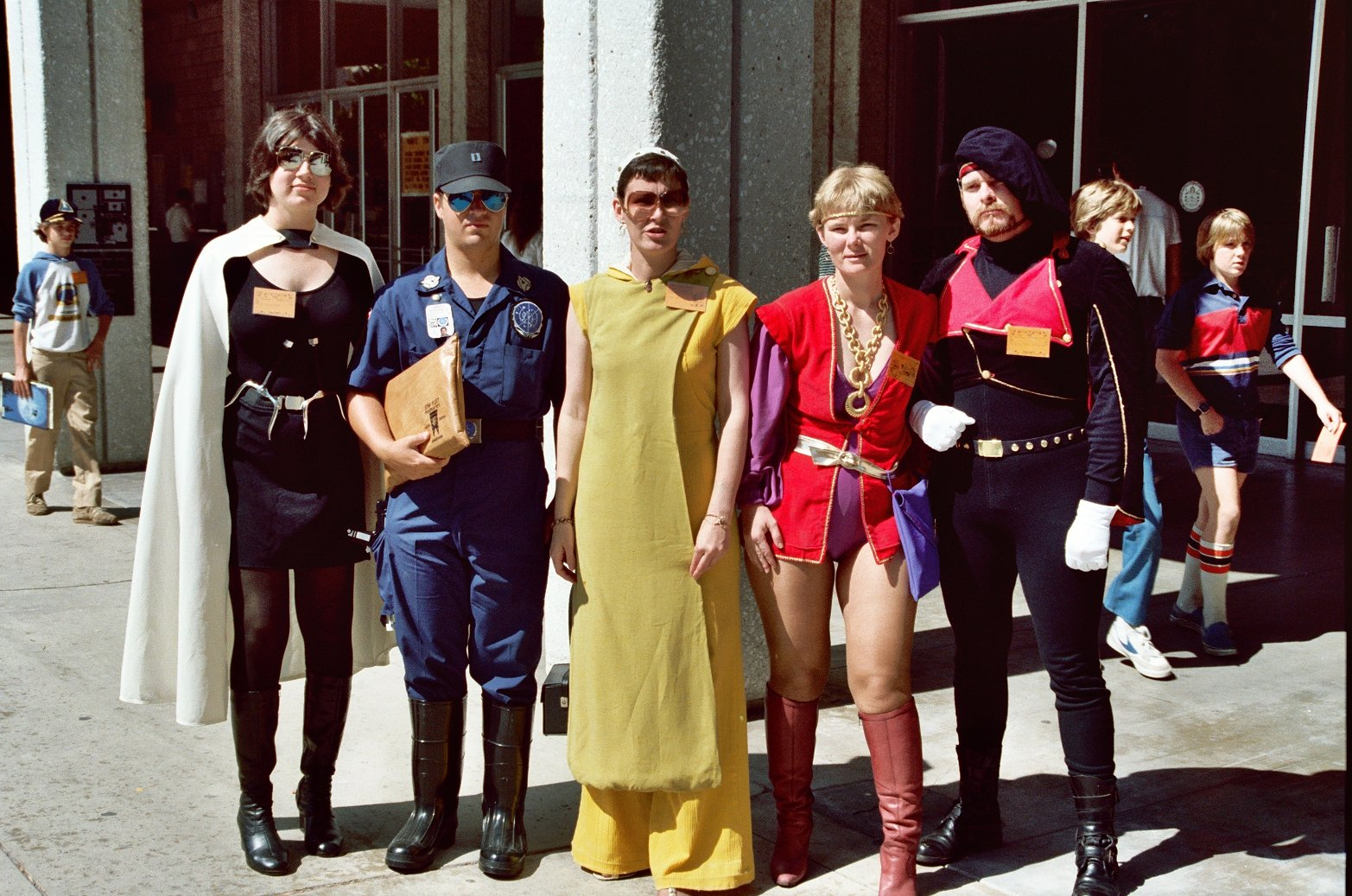
Personnes costumées lors de la San Diego Comic-Con 1982.

C'est aux États-Unis qu'est née l'idée de reproduire des costumes de personnages fictifs. On considère que le pionnier en la matière fut Forrest J. Ackerman qui, en 1939, se présenta à la première convention américaine de science-fiction, le WorldCon, dans un costume d'« homme du futur » crachant des étincelles.
La Masquerade était née et devint le premier concours de cosplay. Elle connut son apogée dans les années 1970 et 1980, à la sortie de deux œuvres-phares de la science-fiction, la série originale Star Trek et la trilogie de films Star Wars, des centaines de candidats participaient alors à la Masquerade.
Aujourd'hui, le cosplay semble plus volontiers tourné vers la création de costumes relativement originaux, avec l'existence de concours se basant souvent sur la qualité, l'originalité du costume ou même sur la prestation scénique[réf. souhaitée] (durant approximativement entre une et deux minutes, mais souvent plus en hors-concours).

### Europe

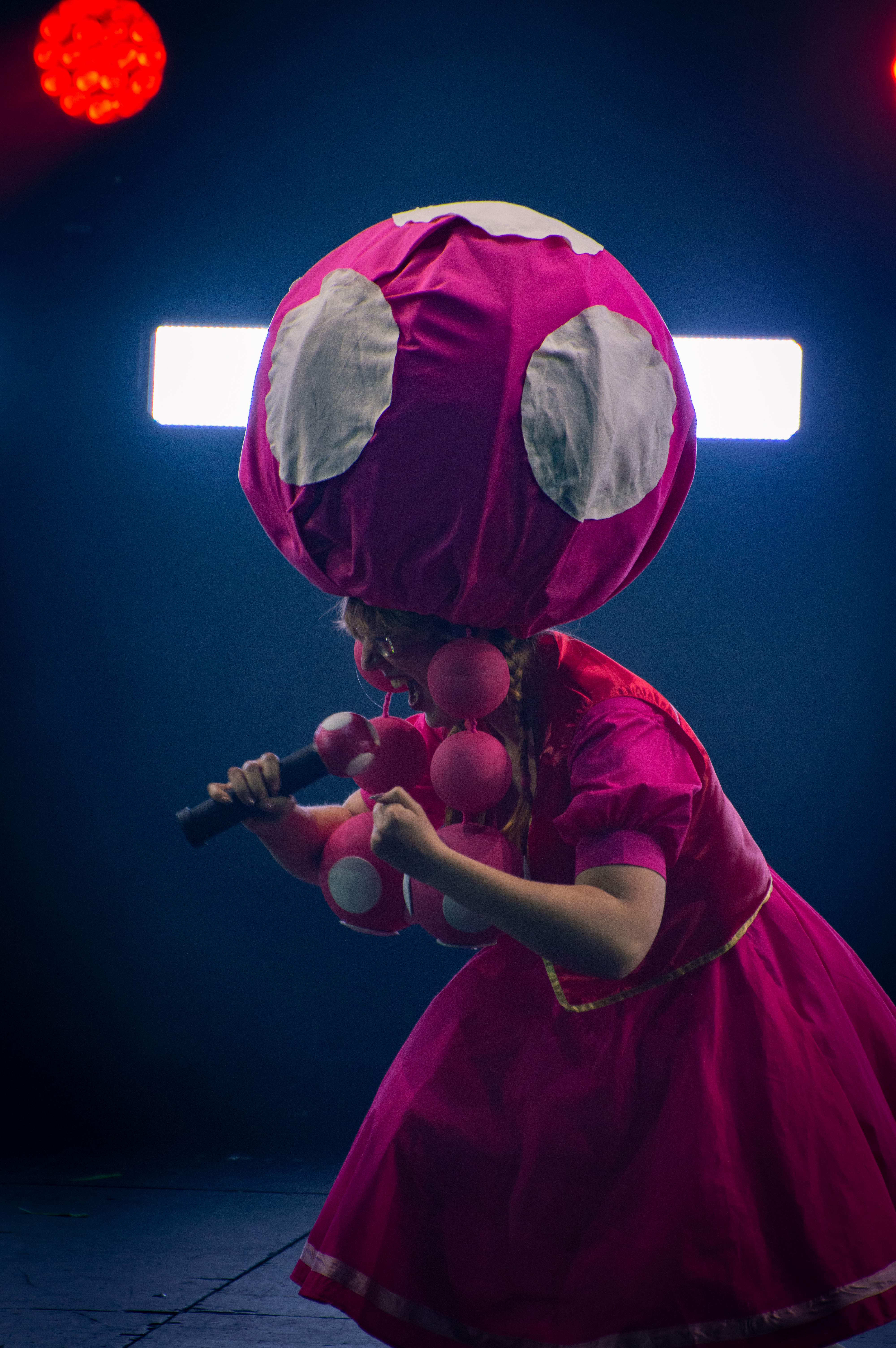
Une cosplayeuse qui chante sur la scène du Zenith de Strasbourg lors de la Japan Addict Z 2023.

Les bals costumés ont longtemps eu un grand succès dans les cour d'Europe, parfois à thème, certains thèmes, comme celui de l'Iliade, s'apparentant à du cosplay. Le premier événement de type cosplay documenté en Europe est peut-être un bal masqué organisé par l’écrivain de science-fiction Jules Verne à la fin du XIXe siècle. Bien qu’il ne soit pas obligatoire pour l’événement, de nombreux participants choisir de porter des costumes inspirés par les personnages des livres du romancier.
En Europe (plus particulièrement en France et en Italie et aussi en Allemagne), le cosplay prend une dimension plus théâtrale : la qualité des costumes est un point recherché, mais par les concours où les cosplayers se retrouvent en face d'un public devant lequel ils miment des combats, récitent des dialogues ou chantent (seuls ou en groupe), un certain jeu d'acteur est apprécié[réf. souhaitée]. On[Qui ?] appelle cela le roleplay.

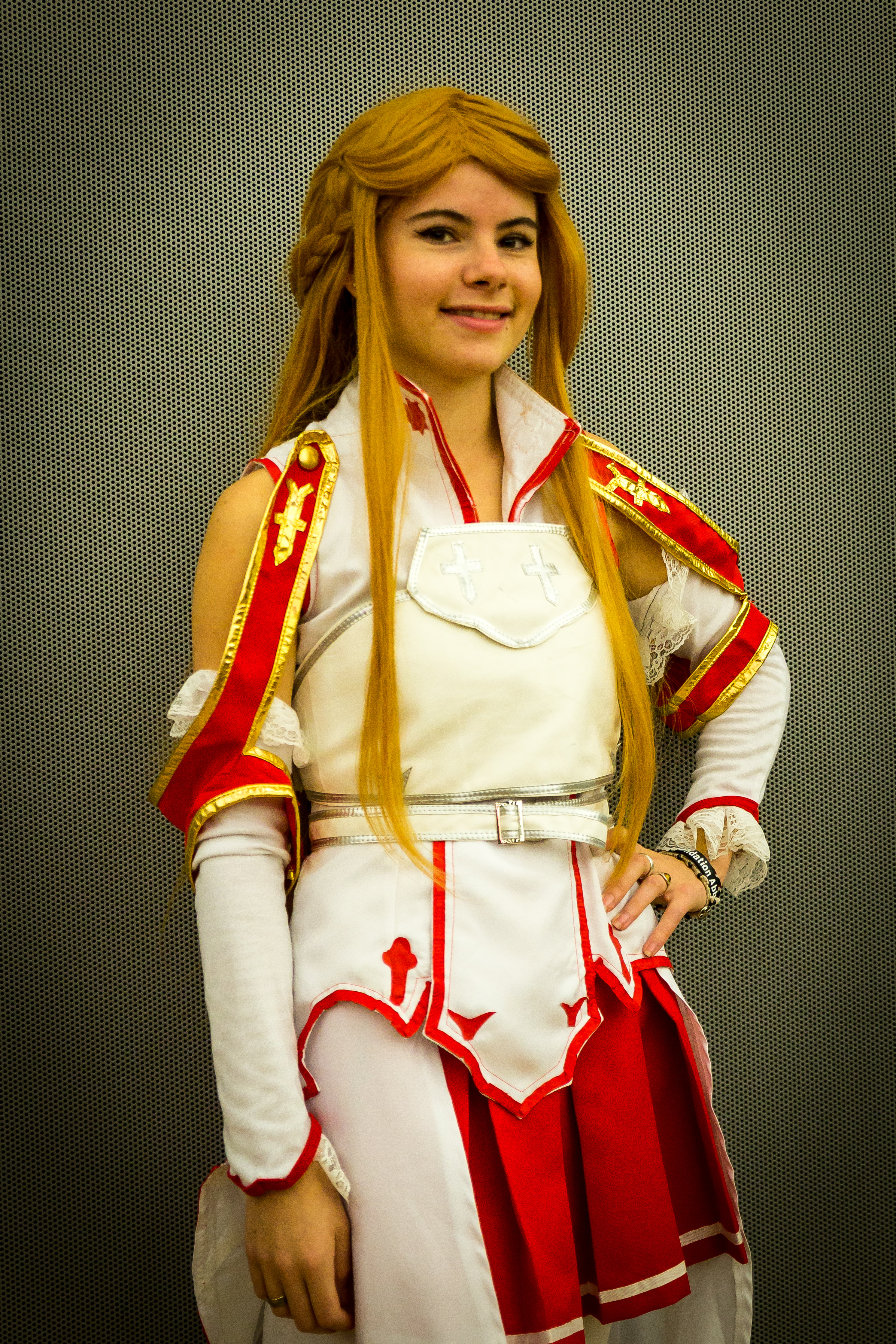
japan cosplay 2017

Bien que les cosplays soient généralement présentés comme des compétitions, le but des participants semble être de donner libre cours à une passion personnelle plutôt que de remporter une victoire[réf. nécessaire]. L'ambiance de ce genre de manifestation est très bon-enfant, et certains cosplayers ne participent jamais aux concours[réf. nécessaire].
La plupart des cosplayers mettent un point d'honneur[réf. nécessaire] à créer leurs costumes eux-mêmes (y compris les accessoires tels que bijoux et armes) et à ne les utiliser qu'une seule fois[réf. souhaitée]. Il est d'ailleurs souvent mal vu, dans le cadre des concours, de présenter un costume qui a déjà été présenté lors d'un autre concours[réf. souhaitée] ou dont certains éléments ont été achetés plutôt que fabriqués[réf. souhaitée].
Si le costume a été acheté en partie, le cosplayer n'a en général pas le droit de participer aux concours, mais peut faire ce que l'on appelle du « cosplay libre », c'est-à-dire se promener librement sur les lieux, généralement dans les allées d'une convention, ou de passer sur une scène spécifique au « cosplay libre »[réf. souhaitée].

### Afrique du Nord
Au Maroc, le cosplay a débuté de manière timide lors des premières Manga Expo, conventions organisée par l'association Dragon Tanger[réf. souhaitée]. Il prit ensuite une tout autre dimension avec Manga Afternoon. Créé le 24 janvier 2010 à Casablanca, ce fut le premier événement majeur consacré à la culture otaku au Maroc, il démocratisa le cosplay dans ce pays avec plus d'une dizaine de rassemblements en deux ans.
En Tunisie, le cosplay a vu le jour en mars 2010 avec l'organisation d'une rencontre de fans de mangas du nom de First Cosplay in Tunisia[réf. souhaitée]. Il évolua par la suite avec l'organisation de 'Banzai' organisé par la JET (Japanese Event in Tunisia), devenant un évènement annuel.

## Crossplay

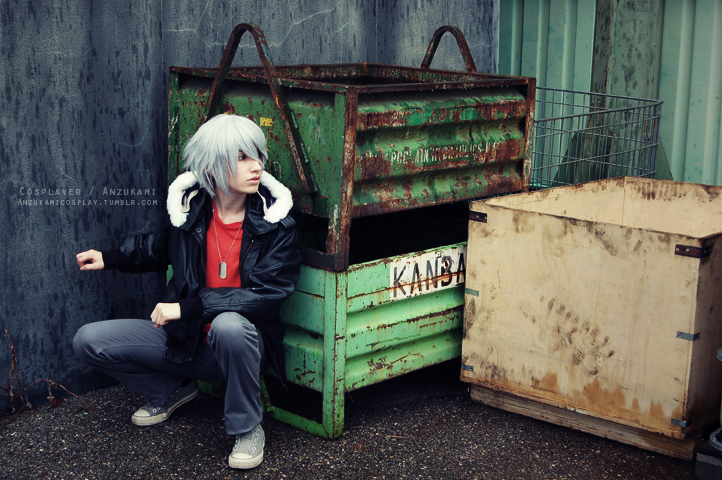
Exemple de crossplay du personnage Akira de Togainu no Chi.

Le crossplay est un cas particulier de cosplay dans lequel le cosplayeur incarne un personnage du sexe opposé, que ce soit une femme portant le costume — et jouant le rôle — d'un personnage masculin ou l'inverse.

## World Cosplay Summit
Le World Cosplay Summit (WCS) est un concours qui réunit une dizaine de binômes sélectionnés dans divers pays. La France en fait partie depuis la première édition qui date de 2003.
Le World Cosplay Summit se déroule tous les ans début août à l'initiative de la télévision Aichi Television Broadcasting. Ce concours récompense depuis 2006 le meilleur binôme de cosplayers dans un concours international. En 2003 et 2004, ce n'était qu'un sommet réunissant deux cosplayers de différents pays. Ce n'est que depuis 2005 que le sommet est devenu un concours.
Ce concours est limité aux personnes majeures (18 ans ou plus). Ce concours répond aux exigences commerciales imposées par la chaîne organisatrice, certaines limitations sont imposées aux participants : obligation de choisir une œuvre japonaise, interdiction de faire un costume issu d'une licence Shueisha, et, entre 2007 et 2011, interdiction des jeux vidéo.

## Dans la culture populaire

### Télévision
- La chaîne Nolife diffusait une émission mensuelle sur le cosplay depuis le 13 décembre 2009.
- La saison 2 de l'émission + ou − geek diffuse une chronique cosplay présenté par Yumi.
- Le documentaire Culture Cosplay (version française) / Cosplay Culture (version anglaise) présente une incursion dans le monde du cosplay au Japon, en Roumanie, au Canada et aux États-Unis (La Nouvelle-Orléans). Réalisé par Jean-Philippe Brochu. Sortie en ligne en octobre 2017.

## Sur Wikipédia
Sur Wikipédia en français, des images de cosplay sont très souvent utilisées pour illustrer des articles portant sur des personnages de fiction issus de la culture populaire, car ces images ne sont pas soumises à copyright et donc compatibles avec une publication sous licence Creative Commons.